# Liste der Bodendenkmale in Drebach
In der Liste der Bodendenkmale in Drebach sind die Bodendenkmale der Gemeinde Drebach und ihrer Ortsteile nach dem Stand der Auflistung von Volkmar Geupel aus dem Jahr 1983 aufgelistet. Eventuelle Änderungen und Ergänzungen, insbesondere aus der Zeit nach der Wende, sind nicht berücksichtigt, da für Sachsen aktuell keine neueren allgemein zugänglichen Bodendenkmallisten vorliegen. Die Baudenkmale sind in der Liste der Kulturdenkmale in Drebach aufgeführt.
| Denkmal-ID | Fundart            | Ortsteil      | Bezeichnung              | Zeitstellung | Lage                                    | Bemerkungen | Bild |
| ---------- | ------------------ | ------------- | ------------------------ | ------------ | --------------------------------------- | --- | ---- |
| ?          | Befestigung > Burg | Scharfenstein | Wehranlage „Schlossberg“ | Mittelalter  | nordwestlich im Ort auf einem Bergsporn | Höhenburg in Spornlage, durch Schloss überbaut und verändert, alte Bausubstanz (bspw. Bergfried) ins Schloss integriert, Abschnittsgraben im Südosten, Schutz seit 5. Mai 1969 |      |